# Мичак (община Карбинці)
Мичак (мак. Мичак) — село у Північній Македонії, яке входить до общини Карбинці, що в Східному регіоні країни.
Громада складається з 0 осіб (перепис 2002). Село розкинулося в низинній місцевості (середні висоти — 1110 метрів), яку македонці називають Овче поле.